# Fackelblomsterbi
Fackelblomsterbi (Melitta nigricans) är en biart som beskrevs av Johann Dietrich Alfken 1905. Fackelblomsterbi ingår i släktet blomsterbin och familjen sommarbin. Inga underarter finns listade.

## Beskrivning
Honan har en mellankropp med mörkgrå till svart päls, och övervägande svart mellankropp med smala, vitaktiga band mellan tergiterna (ovansidans bakkroppssegment). Pollenkorgen på baklåren har vitaktig päls. Kroppslängd 10 till 12 mm. Hanen har brunaktig päls både på huvud, mellankropp och främre delen av bakkroppen. Hans kroppslängd varierar mellan 10 och 11 mm.

## Ekologi
Fackelblomsterbiet föredrar habitat där dess främsta pollenkälla, fackelblomster (Lythrum salicaria), växer, som diken och flodbankar. Flygtiden infaller i juli till augusti. Honan gräver sina larvbon i sand- och lerjord i sluttningar.

## Utbredning
Utbredningsområdet omfattar Syd- och Mellaneuropa norrut till Danmark samt österut till Ryssland och Uralbergen. Arten har ej påträffats vare sig i Sverige eller Finland. Dock finns det äldre fynd från Danmark. Den har dessutom tidigare påståtts ha hittats i Sverige, men det har visat sig vara en förväxling med storblomsterbi.